# The Observatory (revista)
The Observatory és una publicació, descrita de diverses maneres com una revista, un diari i una ressenya dedicada a l'astronomia. Va aparèixer amb regularitat a partir de 1877, i ara es publica cada dos mesos. Els editors actuals són David Stickland, Bob Argyle i Steve Fossey.
Tot i que no és publicat per la Royal Astronomical Society, publica els informes de les seves reunions. Altres característiques són les àmplies ressenyes de llibres i "Here and There", una col·lecció d'errades i declaracions ridícules d'interès astronòmic.
El fundador i primer editor (1877-82) va ser William Christie, llavors ajudant principal de l'Observatori Reial de Greenwich i després Astrònom reial. Els següents editors notables inclouen:
- Arthur Eddington (1913–19)
- Harold Spencer Jones (1915-23)
- Richard van der Riet Woolley (1933–39)
- William McCrea (1935–37)
- Margaret Burbidge (1948–51)
- Antony Hewish (1957–61)
- Donald Lynden-Bell (1967–69)
- Carole Jordan (1968–73)
- Jocelyn Bell Burnell (1973–76)